# Церква Собору Пресвятої Богородиці (Прилбичі)
Церква Собору Пресвятої Богородиці — дерев'яна парафіяльна церква ПЦУ в селі Прилбичі Яворівського району Львівської області.

## Історія
Православна парафія в Прилбичах від початку свого існування входила до складу Перемишльської єпархії.
Перші письмові відомості про православного священника в Прилбичах датують 1515 роком.
Згідно з даними шематизму за 1938—1939 роки церква побудована у 1654 році. Така ж дата була над південними дверима церкви.
З 1691 р. (рік перепідпорядкування Перемишльської єпархії Руській Унійній Церкві) розпочинається унійний період прилбицької парафії та храму.
11 вересня 1892 року в церкві відслужив першу у своєму житті Божественну літургію молодий новопоставлений отець-василіянин Андрей Шептицький.
З 1946 до 1991 року парафія та храм перебували в юрисдикції Українського екзархату РПЦ.
Після легалізації УГКЦ обласна і районна влада випробувала всі можливі заходи, щоб у родинному помісті Шептицьких, храм передати греко-католикам. …. Більшість членів церковної двадцятки і касир із церковною касою, в сумі 70 тис. радянських карбованців, покинули православну громаду. Голова Прилбицької сільської ради Шевчик Катерина Степанівна разом з депутатами провели в Прилбичах і Мужиловичах референдуми з релігійного волевиявлення людей, де більшість зарахувала себе вірними Православної Церкви [Архівовано 4 березня 2016 у Wayback Machine.]
Греко-католики (бл. 20 %) вимагали почергового служіння. Влада їм у цьому сприяла, загострюючи міжконфесійний конфлікт. Застосовували силові методи для заволодіння храмом.[джерело?]
«Влада прислала багато міліціонерів, — згадує настоятель храму отець Ігор Глущак, — храм відібрали і закрили». Громада зверталась за допомогою до Києва. Почалася судова справа. Архівні документи засвідчили, що храм збудований у 1654 році. Суд визнав храм за Прилбицькою православною громадою.
Відтак, з 1991 року храм перебував в юрисдикції православної громади, Української Православної Церкви Київського патріархату. З 2018 належить до Православної церкви України.

## Опис
Дерев'яна, тризрубна, з однією банею. Складається із здебільшого прямокутного в плані бабинця, меншої нави і ще меншого східного зрубу із шестигранною апсидою. Нетрадиційне чергування обсягів пояснюється пізнішим розширенням західного зрубу. Центральний зруб (квадратний у плані) переходить у низький восьмерик, увінчаний банею куполу. Бічні обсяги покриті дахами.
Споруда має піддашшя, яке з боку західного фасаду підтримують стовпчики, на інших — пластично оброблені випуски вінців. Для інтер'єру характерний висотно розкритий простір нави.
Храм 1654 року зазнав трьох реконструкцій (першу дату реконструкції інколи помилкова вважають датою будівництва):
- 1741 рік;
- на зламі 1980-1990-х років;
- 2016 рік.

## Священнослужителі

### Греко-католицькі
- о. Андрій Полусинович, о. Струсевич, о. Володимир Котис, о. Володимир Микулович.

### Православні
- протоієрей Ігор Глущак

## Галерея

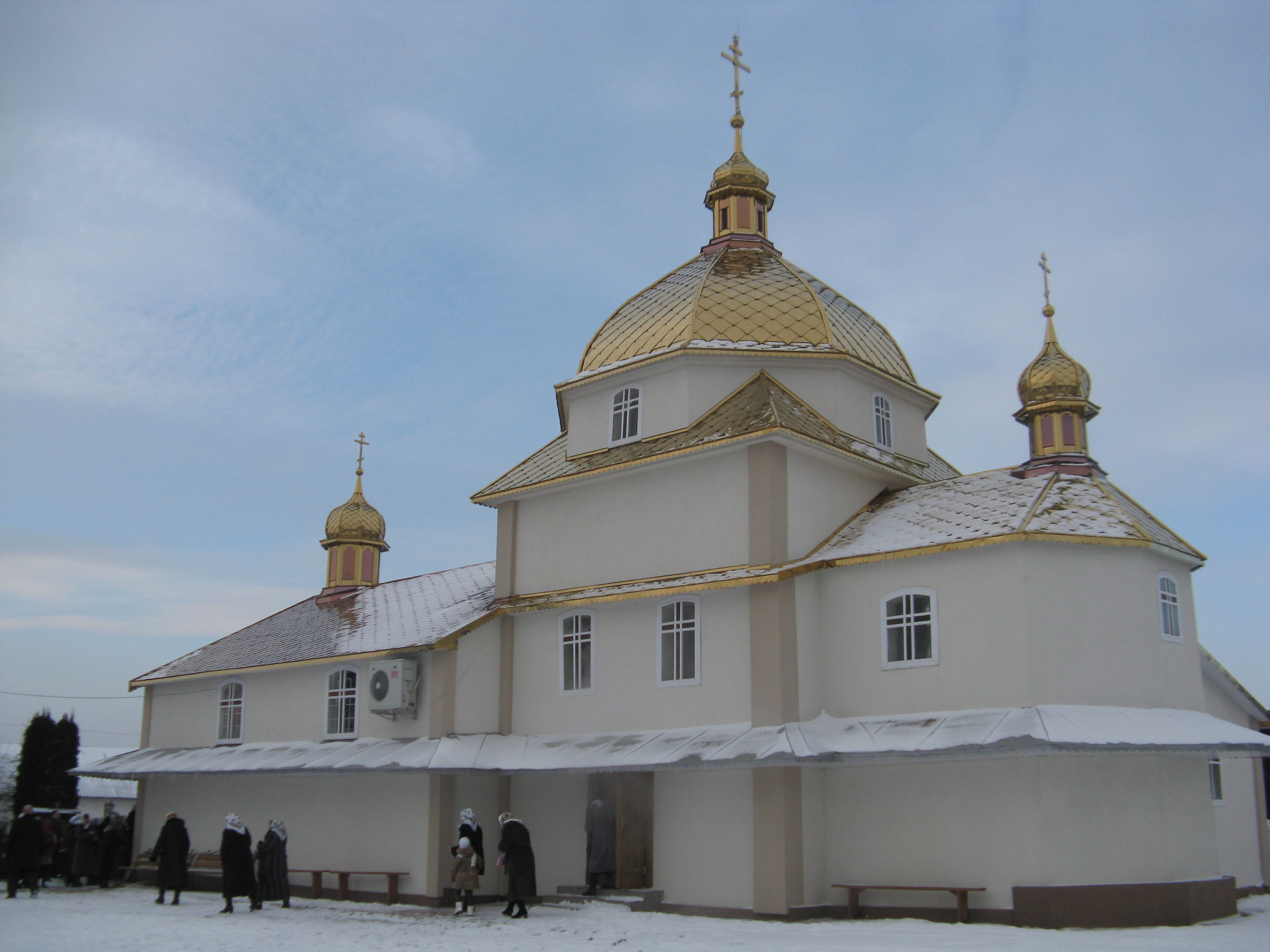
Церква в 2007 році
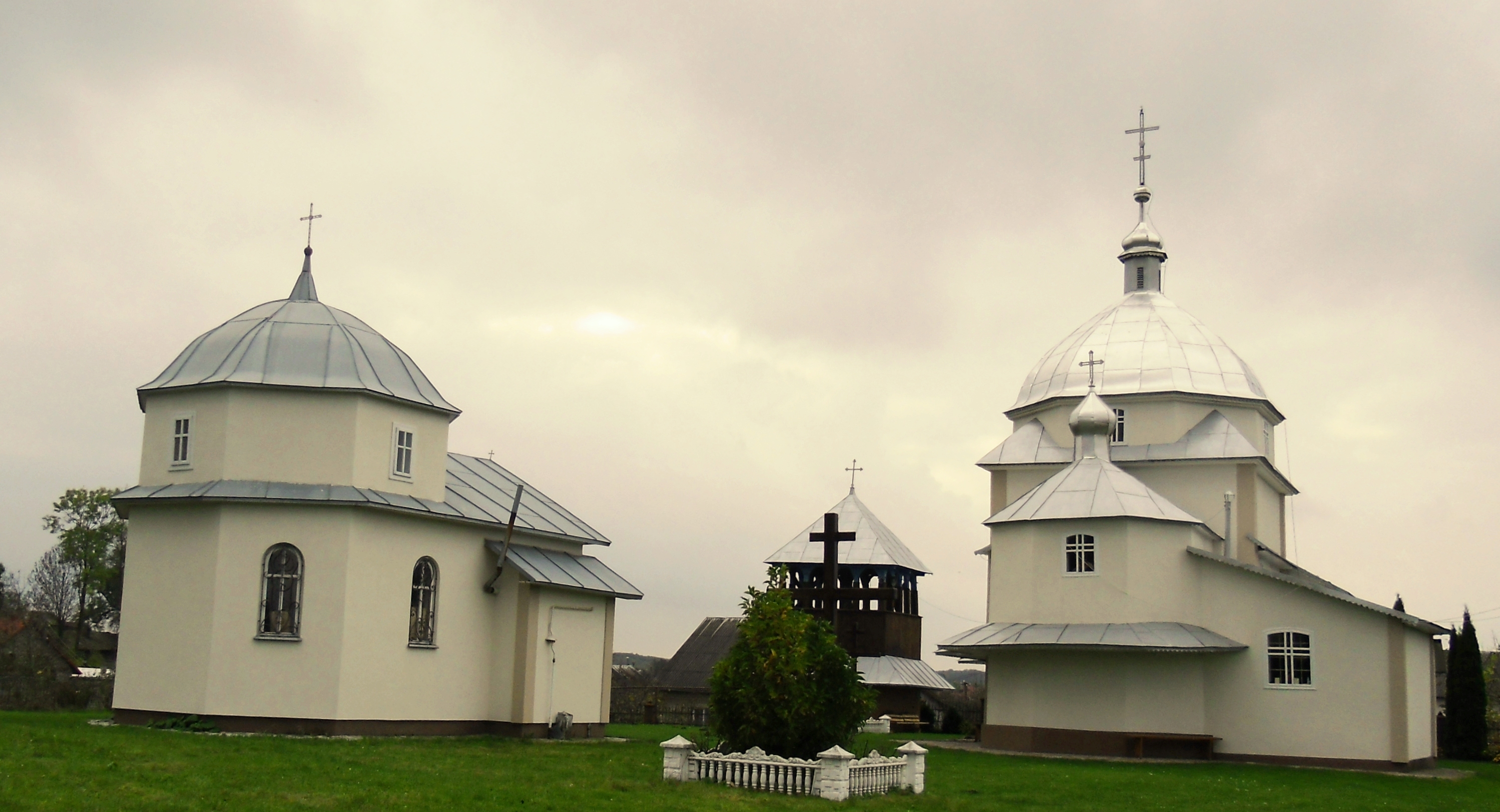
Церква з мурованою каплицею (ліворуч) (2014)
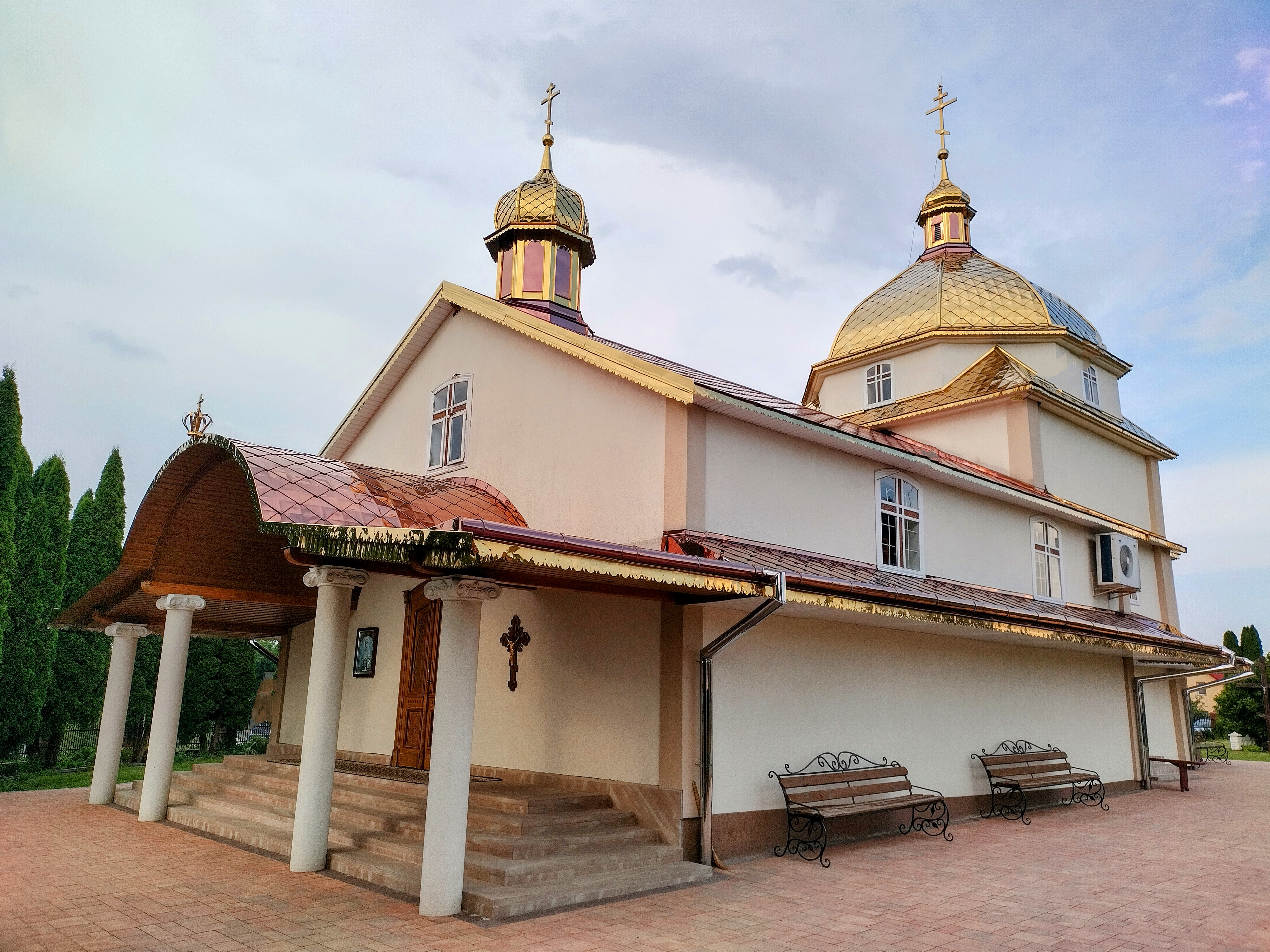
Церква в 2023 році